# Nesticus yesoensis
Nesticus yesoensis là một loài nhện trong họ Nesticidae.
Loài này thuộc chi Nesticus. Nesticus yesoensis được Takeo Yaginuma miêu tả năm 1979.